# فرودگاه شهرستان جکسن (میشیگان)
فرودگاه شهرستان جکسن (میشیگان) (به انگلیسی: Jackson County Airport (Michigan)) (به زبان بومی: Reynolds Field) یک فرودگاه همگانی بهره‌برداری هوایی با کد یاتا JXN است که یک باند فرود آسفالت دارد و طول باند آن ۱۶۳۰ متر است. این فرودگاه در کشور ایالات متحده آمریکا قرار دارد و در ارتفاع ۳۰۵ متری از سطح دریا واقع شده‌است.